# آرتور نالباندیان
آرتور لوونی نالباندیان (ارمنی: Արթուր Լևոնի Նալբանդյան؛  زادهٔ ۹ دسامبر ۱۹۷۱) اقتصاددان، سیاستمدار اهل ارمنستان است که از تاریخ ۲۸ ژوئیه ۲۰۱۱ تا تاریخ ۲۰۱۸ سمت استانداری استان لوری را برعهده داشت.

## زندگی‌نامه
وی در ۹ دسامبر ۱۹۷۱ در آلاوردی به دنیا آمد و از دانشگاه شمالی ایروان فارغ‌التحصیل گشت. همچنین برندهٔ جوایزی همچون نشان آنانیا شیراکاتسی (۲۰۱۴) و مدال یادبود نخست‌وزیر ارمنستان شده است.

## یادداشت
1. ↑  Երևանի Հյուսիսային համալսարան